# Despedida de Celorio
Despedida de Celorio es un poema que recoge los momentos vividos por el último abad del Monasterio de San Salvador de Celorio en la víspera y la noche previa al día en que la comunidad religiosa fue exclaustrada del monasterio. Los versos de este poema trasladan al lector los pensamientos del primer fraile de Celorio entre la tarde del 27 de octubre de 1835 y la mañana del 28 de octubre de 1835. Cuando se producen los acontecimientos relatados en el poema, sólo habían pasado 17 días desde la firma de la Real Orden impulsada por el ministro Juan Álvarez Mendizabal.
El mayor valor de este poema está en la especial temática, al no existir poemas contemporáneos a la exclaustración sobre las consecuencias de la misma y que fuesen alumbrados por los frailes que la padecieron. Es por ello un testimonio de primera mano. El poema busca envolver al lector en la angustia del último abad de San Salvador de Celorio.  El abad intenta buscar un motivo a la extrema situación en que vive su comunidad. La impotencia, la culpabilidad, la angustia, la incertidumbre todos estos sentimientos se van superponiendo verso a verso.

## Contenido

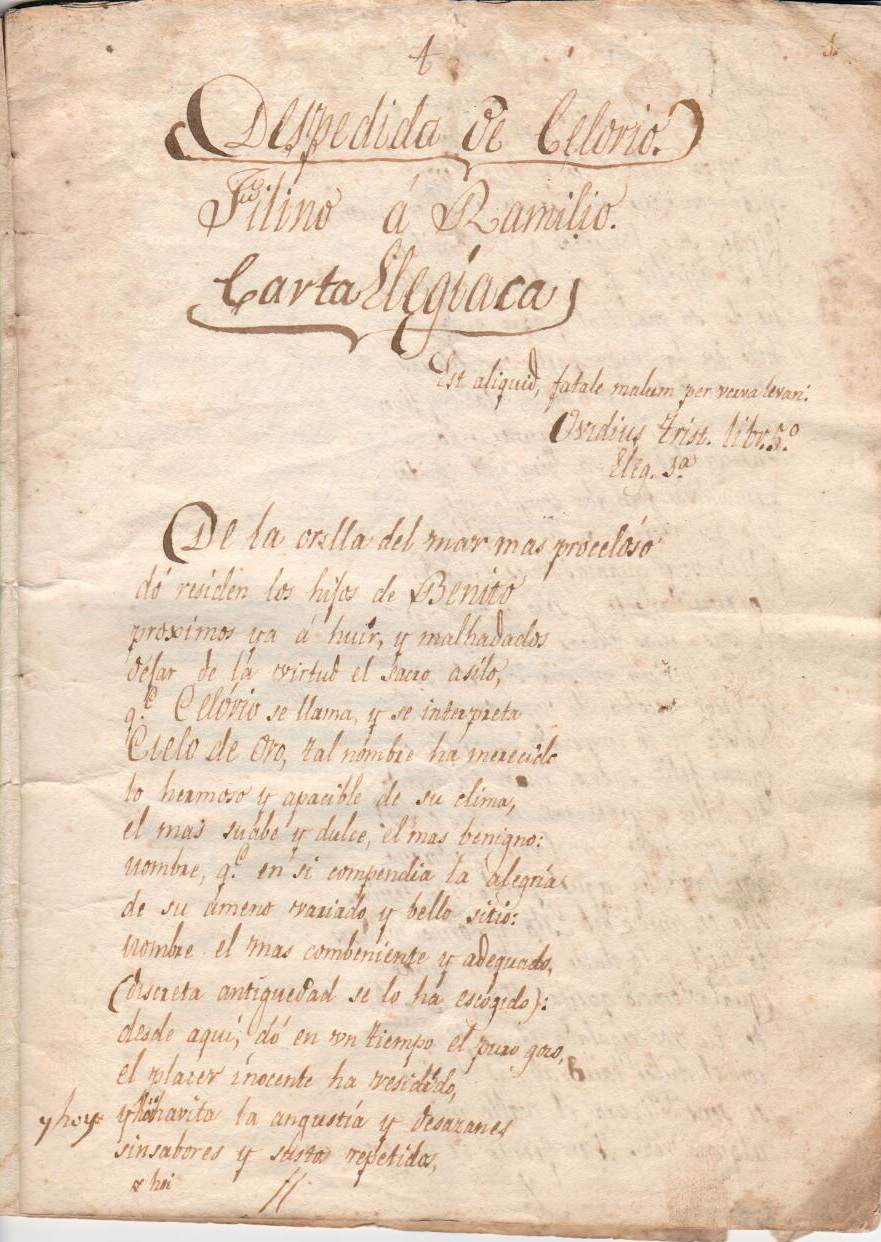
Primera página del poema despedida de Celorio

El poema, encabezado con la cita de Ovidio  “Est aliquid, fatale malum per verba levari» (Males comunicados son aliviados), comienza con una breve presentación de Celorio, y continúa con una elegía a Ramilio (tal vez un hipotético abad fundador)  y sus tiempos de bonanza en Celorio. Brevemente se nos informa de los negros nubarrones que se ciernen sobre el monasterio “¿Al agudo dolor de que mi pecho / a la sazón se encuentra poseído, / viendo que ya está escrita la sentencia / del funesto destierro tan temido, / viendo el dulce vergel de las delicias / convertido en morada del afligido?”. Sigue el abatimiento del abad y de toda la comunidad informándonos de la ruina del despojo al que ya fue sometido el edificio. Especialmente dura es la descripción de la ruina del jardín del monasterio: “y lo encuentro cubierto ya de luto; / pues sus flores hermosas han salido / de él; que sin dejar ni las raíces / se dieron al primero que las quiso, / cual bienes de un país ya conquistado / cual si fueran hacienda de perdidos”. Posteriormente el abad busca refugio a sus penas y espera la noche ansioso en el prado viendo las olas que en un momento parecen querer engullirle. Esa noche llega pero no concilia el sueño, se viste para ir a la iglesia y en el claustro escucha los lamentos de su comunidad que salen de sus celdas. Ya en la iglesia Dios, enfurecido, eleva las olas sobre el templo y le hace conocedor de su indevoción, le indica que los sollozos llegan tarde y que el futuro del monasterio está determinado. Momentos después será la Virgen la que le transmita una esperanza que termina mezclándose con el humano temor en el momento en que el abad se retira a su celda. En este momento asume que será expulsado del monasterio y hace examen de conciencia, descubriendo que su única culpa ha estado en el descuido del culto y la rutina con la que asumía el mismo. Finalmente, tras una larga noche en vela, amanece y siente agitación en el claustro, lo que indica que los funcionarios estatales han llegado dispuestos a exclaustrar a la comunidad. Uno a uno los frailes en una escena de desolación terrible se despiden de su abad:”Uno a uno penetran en mi estancia, / a mi cuello se cuelgan afligidos, / y lo estrechan con lazo cariñoso, / y mezclando su llanto con el mío / el muy terrible A Dios ya me dirigen / mil veces del sollozo interrumpido, / que inhumano y cruel hiere de muerte / cual tiro de arcabuz el pecho mío”. Los últimos versos son para pedir consuelo a Ramilio y despedirse de él.

## Soporte
El soporte físico en el que está escrito el poema es un librillo manuscrito de diez hojas, incluidas las portadillas que están confeccionadas en el mismo papel que las páginas que componen el cuerpo del poema. El librillo se compone de 16 páginas numeradas y manuscritas en una clara letra marrón. Termina con las iniciales F.F.A.P (lo que identifica al autor del manuscrito como Fray Alvito Petite (Fecit Fray Alvito Petite), el último abad del monasterio.

## Descubrimiento y publicación del poema
Despedida de Celorio no se publicó tras escribirse. Se dio a conocer, 173 años después de ser compuesto por el último abad de Celorio, en un artículo de Salvador Fernández de la Cigoña que fue publicado por el Instituto Superior de Estudios Teológicos del Semirario Metropolitano de Oviedo, en su boletín Studium Ovetense en el año 2008. El poema original, que forma parte de una biblioteca privada, se encuentra reproducido en el citado artículo del boletín.

## El poema
A continuación se presenta un fragmento del poema:
Filino a Ramilio Carta Elegíaca
Est aliquid, fatale malum per verba levari Ovidius Trist. Libr. 5º Eleg. 1.ª
De la orilla del mar más proceloso

donde residen los hijos de Benito 

próximos ya a huir y malhadados

dejar de la virtud el sacro asilo,

que Celorio se llama y se interpreta

Cielo de Oro, tal nombre ha merecido

lo hermoso y apacible de su clima,

el más suave y dulce, el más benigno:

nombre, que en si compendia la alegría

de su ameno variado y bello sitio:

nombre el más conveniente y adecuado

(discreta antigüedad se lo ha escogido):

desde aquí, dó en un tiempo el puro gozo,

el placer inocente ha resistido,

y hoy habita la angustia y desazones, 

sinsabores y sustos repetidos,

y por la caridad de sus estancias

vuelan multiplicados los suspiros:

desde aquí hoy Filino, el sin ventura,

en verso rudo, tosco y desabrido;

cual conviene al disgusto en que se encuentra,

dirige sus lamentos a Ramilio.

(Fragmento)